# Die Kaiserlich Böhmischen
Die Kaiserlich Böhmischen sind eine Musikgruppe auf dem Gebiet des volkstümlichen Schlagers.

## Werdegang
Die Gruppe wurde 1966 von Günter Lutzenberger und Erwin Fliegel gegründet. Die Musik-Uniformen des Ensembles sind dem „Königlich Bayerischen Leibregiment“ (genannt Leiber) nachempfunden.
Die Kaiserlich Böhmischen hatten 1973 ihren Durchbruch im Showgeschäft mit dem Titel Die alte Dampfeisenbahn. Die Kapelle war mehrmals in allen volkstümlichen Fernsehsendungen zu Gast und absolvierte bisher über 5000 Auftritte.
2012 kamen zu Erwin Fliegel, Günter Lutzenberger und Herbert Hell neu hinzu die Gruppenmitglieder Erwin Fliegel jun. und Markus Göttler.

## Bekannte Titel
- 1971: Servus, Grüezi und Hallo
- 1972: Die alte Dampfeisenbahn
- 1990: Bayern ist überall
- 1997: Herbsttraum
- 2008: Stimmung Total – Gehn wir zu mir

## Diskografie
- So ists in Bayern
- Sonne, Ski und Pulverschnee
- Ich bin in München verliebt
- Servus, Gruezi und Hallo
- Diesseits und Jenseits der Berge
- Bierzeltmusik
- So sind wir
- Die Kaiserlich Böhmischen sind da
- Die alte Dampfeisenbahn
- Kaiserlich Böhmisches Gold
- Himmel, Harsch und Firn
- 24x gute Laune
- Live im Festzelt
- Live am Stammtisch
- Lasst uns das Leben geniessen
- Musikanten-Gold
- Freut euch des Lebens
- Ein kleines Dankeschön
- Der Paul und sein Gaul
- Bayern ist überall
- Voll drauf
- Stimmung Total

## Weblink
- die-kaiserlich-boehmischen.de